# Монтегамберо (Ријети)
Монтегамберо је насеље у Италији у округу Ријети, региону Лацио.
Према процени из 2011. у насељу је живело 102 становника. Насеље се налази на надморској висини од 383 м.